# Lepanthes crista-pulli
Lepanthes crista-pulli är en orkidéart som beskrevs av Carlyle August Luer och Rodrigo Escobar. Lepanthes crista-pulli ingår i släktet Lepanthes och familjen orkidéer. Inga underarter finns listade i Catalogue of Life.